# Diplazium stipitipinnula
Diplazium stipitipinnula är en majbräkenväxtart som beskrevs av Richard Eric Holttum.
Diplazium stipitipinnula ingår i släktet Diplazium och familjen Athyriaceae. Inga underarter finns listade i Catalogue of Life.